# Rhytiodus elongatus
Rhytiodus elongatus är en fiskart som först beskrevs av Steindachner, 1908.  Rhytiodus elongatus ingår i släktet Rhytiodus och familjen Anostomidae. Inga underarter finns listade i Catalogue of Life.